# نهر نيسكوالي
نهر نيسكوالي هو نهر في غرب وسط واشنطن في الولايات المتحدة يبلغ طوله نحو 81 ميل (130 كـم). يستنزف جزءًا من سلسلة كاسكيد جنوب شرق تاكوما بما في ذلك المنحدر الجنوبي لجبل رينييه ويصب في الطرف الجنوبي من بوجيه ساوند. حدد منفذها في عام 1971 كمعلم طبيعي وطني في نيسكوالي دلتا.
يشكل نهر نيسكوالي خط مقاطعة بيرس - لويس وكذلك الحدود بين مقاطعتي بيرس وثورستون.